# Symmerus vockerothi
Symmerus vockerothi är en tvåvingeart som beskrevs av Eugene Gordon Munroe 1974. Symmerus vockerothi ingår i släktet Symmerus och familjen hårvingsmyggor.
Artens utbredningsområde är Québec. Inga underarter finns listade i Catalogue of Life.